# Chant des partisans de l'Amour
Ne pas confondre avec le Chant des partisans, hymne de la résistance française pendant la Seconde Guerre mondiale.
 (mai 2010).
Si vous disposez d'ouvrages ou d'articles de référence ou si vous connaissez des sites web de qualité traitant du thème abordé ici, merci de compléter l'article en donnant les références utiles à sa vérifiabilité et en les liant à la section « Notes et références ».
Le Chant des partisans de l'Amour, russe : « По долинам и по взгорьям » (Par les monts et par les vallées), est une chanson russe de 1828 remise au goût du jour avec un nouveau texte de Guiliarovski en 1915 (« marche des fusiliers de Sibérie ») et populaire dans tous les camps lors de la guerre civile russe. Le terme Amour désigne ici le fleuve d'Asie.
Il aurait inspiré le chant « Les Partisans », qui a lui même inspiré « Le Chant des partisans ».

## Version blanche
Le 27 juin 1919 le colonel Anton Tourkoul demanda au compositeur Dmitri Pokrass un nouveau texte comme hymne régimentaire. Le 29 juin retentit pour la première fois le chant du régiment de Drozdovski :
| Из Румынии походом Шёл Дроздовский славный полк, Во спасение народа Исполняя тяжкий долг. Много он ночей бессонных И лишений выносил, Но героев закалённых Путь далёкий не страшил! Генерал Дроздовский смело Шёл с полком своим вперед. Как герой, он верил твёрдо, Что он Родину спасёт! Видел он, что Русь Святая Погибает под ярмом И, как свечка восковая, Угасает с каждым днём. Верил он: настанет время И опомнится народ - Сбросит варварское бремя И за нами в бой пойдёт. Шли Дроздовцы твёрдым шагом, Враг под натиском бежал. И с трёхцветным Русским Флагом Славу полк себе стяжал! Пусть вернёмся мы седые От кровавого труда, Над тобой взойдёт, Россия, Солнце новое тогда! Припев: Этих дней не смолкнет слава, Не померкнет никогда. Офицерские заставы, Занимали города! Офицерские заставы , Занимали города! | Iz Rumynii pohodom Šël Drozdovskij slavnyj polk, Vo spasenie naroda Ispolnââ tâžkij dolg. Mnogo on nočej bessonnyh I lišenij vynosil, No geroev zakalënnyh Put’ dalëkij ne strašil! General Drozdovskij smelo Šël s polkom svoim vpered. Kak geroj, on veril tvërdo, Čto on Rodinu spasët! Videl on, čto Rus’ Svâtaâ Pogibaet pod ârmom I, kak svečka voskovaâ, Ugasaet s každym dnëm. Veril on: nastanet vremâ I opomnitsâ narod - Sbrosit varvarskoe bremâ I za nami v boj pojdët. Šli Drozdovcy tvërdym šagom, Vrag pod natiskom bežal. I s trëhcvetnym Russkim Flagom Slavu polk sebe stâžal! Pust’ vernëmsâ my sedye Ot krovavogo truda, Nad toboj vzojdët, Rossiâ, Solnce novoe togda! Pripev: Ètih dnej ne smolknet slava, Ne pomerknet nikogda. Oficerskie zastavy, Zanimali goroda! Oficerskie zastavy, Zanimali goroda! | En marche depuis la Roumanie Vint le glorieux régiment Drozdovski, Au secours du peuple Accomplir sa lourde tâche. Malgré les nuits blanches Et les épreuves endurées, La longue route n'effraie pas Les héros endurcis. Le général Drozdovski hardiment S'avança avec son régiment, Tel un héros, sûr De sauver la patrie ! Il voyait la Sainte Russie Succomber sous le joug Et comme cire de bougie Dépérir de jour en jour. Il en était sûr : le temps viendra Et le peuple se ressaisira, Rejettera le joug barbare Et avec nous au combat ira ! Les Drozdovstsi s’avançaient d'un pas ferme, L'ennemi assailli s'enfuit. Sous le drapeau tricolore de la Russie, Le régiment flirtait avec la gloire. Et même si nous rentrions grisonnant D'un labeur sanglant, Que sur toi se lève, Russie, Un soleil nouveau, enfin ! Refrain : De ces jours, la gloire ne s'éteindra pas. À jamais, elle retentira. Officiers aux avant-postes, À l'assaut des villes ! Officiers aux avant-postes, À l'assaut des villes ! |

## Version bolchevique
À la suite de la signature du décret sur la paix par le gouvernement des soviets en 1917, qui proclamait le retrait de la Russie du Premier Conflit mondial, suivi d’une démobilisation des troupes sur tous les fronts, quatorze nations, notamment les grandes puissances européennes et les États-Unis envahirent le territoire. Appuyant l’armée blanche, celles-ci occupaient en août 1918 près des trois quarts de l’ancien Empire russe. 
Parmi elles, le Japon, pays allié à la France et à la Grande-Bretagne depuis le 23 août 1914, dont les visées expansionnistes sur l’Extrême-Orient russe sont anciennes (Guerre russo-japonaise) : la guerre civile lui donne un prétexte d’envahir la région (avril 1918) et de prendre le port stratégique de Vladivostok. 
Un gouvernement colonial est installé, et en 1920 ce sont 70 000 Japonais, militaires et civils, qui occupent les côtes du Pacifique et le nord de l’île de Sakhaline. Un corps expéditionnaire américain, l'American Expeditionary Force Siberia (en), se maintint — sans grands résultats — dans la région de septembre 1918 à avril 1920. Des bataillons français, britanniques et canadiens contribuent aussi brièvement à appuyer les Japonais.
Du fait des difficultés de communication et de la guerre qui sévit à l’ouest, les hommes de Trotski mettent un certain temps à s’emparer des côtes du Pacifique. En avril 1920 fut créée la République d'Extrême-Orient par les bolcheviques, pour organiser un glacis face aux Japonais. Les offensives menées à partir d’août permettent de déloger l’ataman de l’Oussouri Grigori Semenov de son bastion de Tchita en octobre, et de reprendre ensuite l’intégralité des zones occupées, jusqu’à Vladivostok. 
Cependant, une attaque combinée des troupes blanches et nippones enlève à nouveau la ville, qui n’est rendue à la république par les hommes de Ieronim Ouborevitch, commandant de l’Armée rouge, que le 25 octobre 1922, marquant de fait la fin de la guerre civile russe. La chanson Po dolinam y po vgoriam, contemporaine des évènements (1918-1922), qui célèbre les faits d’armes des partisans de la région du Primorié, traversée par le fleuve Amour, est donc restée comme le symbole de la lutte du peuple russe contre les armées blanches et les étrangers. Le Chant des partisans de l'Amour fait notamment partie du répertoire traditionnel des Chœurs de l'Armée rouge.

## Paroles
| По долинам и по взгорьям По долинам и по взгорьям Шла дивизия вперед, Чтобы с бою взять Приморье Белой армии оплот. Наливалися знамена Кумачом последних ран, Шли лихие эскадроны Приамурских партизан. Этих лет не смолкнет слава, Не померкнет никогда, Партизанские отряды Занимали города. И останутся как в сказке, Как манящие огни, Штурмовые ночи Спасска, Волочаевские дни. Разгромили атаманов, Разогнали воевод, И на Тихом океане Свой закончили поход. | Po dolinam y po vzgoryam Po dolinam i po vzgoryam shla diviziya fpyeryot, shtobý z boyu vzyat' primorye, Byeloi Armiyi aplot. Nalivalisya znamyona, kumatshom paslednikh ran, shli likhiye eskadroný priamurskikh partizan. Etikh lyet nye smolknit slava, nye pamerknit nikagda: partizanskiye otryadi zanimali garada. I ostanutsya kak f skaskakh, kak manyashtshiye agni: Shturmovýe notshi Spaska, Volotshayevskiye dnyi – Razgromili atamanov, razognali voyevod, i na Tikhom Okeanye svoi zakontshili pakhot. | Par les monts et les vallées Par les monts et les vallées Marchait notre division, Pour prendre d’assaut le Primorié, Le rempart des armées blanches. Les drapeaux étaient trempés, Rougis par les dernières blessures Ainsi s’avançaient les escadrons rapides Des partisans de l’Amour La gloire de ces années jamais ne s’éteindra Et gardera à jamais sa splendeur: La troupe de partisans Prit les villes Et survivront, dans la légende Comme des feux étincelants Les nuits tourmentées de Spassk Et les jours de Volotchaïevka. Nous avons écrasé les atamans Nous avons chassé les voïvodes Et sur les bords du Pacifique Nous finîmes notre campagne |

Les deux derniers vers de chaque couplet sont répétés

## Autres versions
De nombreuses traductions ont été faites, notamment dans les pays de l'ex-bloc de l'Est (Roumanie, Hongrie, RDA), le plus souvent de manière peu littérale. C'est d'ailleurs le cas de la version française, Les Partisans.